# Синяя стена (политика)
«Синяя стена» — термин, использующийся политическими экспертами для обозначения 18 штатов США и округа Колумбия, в которых Демократическая партия постоянно выигрывала на президентских выборах в период с 1992 по 2012 года. Джордж Буш-младший был единственным президентом-республиканцем, избранным за это время, он смог выиграть коллегию выборщиков в 2000 и 2004 годах, выиграв только в штатах не входящих в «Синюю стену».
Во время президентских выборов 2016 года многие политические эксперты делали предположения, что синяя стена сделала Хиллари Клинтон серьёзным фаворитом для победы в коллегии выборщиков. Однако кандидат от Республиканской партии — Дональд Трамп, всё же смог с большим трудом добиться побед в трех штатах «синей стены» — Мичигане, Пенсильвании и Висконсине, а также смог забрать 1 голос выборщика в штате Мэн, четвёртого штата «синей стены». В результате он был избран президентом с 306 голосами выборщиков.

## Происхождение термина
Рональд Браунштейн утверждает, что придумал термин «синяя стена» в 2009 году. После президентских выборов 2012 года Пол Штайнхаузер назвал "синюю стену […] кластером восточных, средних и западных штатов, которые традиционно были демократическими. Самое раннее описание сил, создающих синюю стену, принадлежит блоггеру Крису Лэдду. Республиканец Лэдд написал в ноябре 2014 года, что кажущаяся впечатляющей победа республиканцев на промежуточных выборах 2014 года затмила другую тенденцию, очевидную в результатах — демографический и географический коллапс. Синяя стена была демографическим замком демократов в Коллегии выборщиков в результате сужения внимания Республиканской партии к интересам южных белых избирателей (преимущественно сельских). Анализ Лэдда стал популярным, когда комментатор Лоуренс О’Доннелл представил его в послевыборном эпизоде своего шоу «Последнее слово с Лоуренсом О’Доннеллом».

## Штаты синей стены
В «синей стеной» лежали Штаты, многие из которых обладают относительно большим количеством голосов выборщиков, но которые прочно стояли за Демократической партией, по крайней мере на национальном уровне, и которые кандидату от республиканцев, приходилось списывать со счётов, пытаясь добиться в общей сложности 270 голосов избирателей с помощью других регионов. Штаты этой стены находятся в основном на северо-востоке и западном побережье США, и включали некоторые из штатов Великих озер. В каждом из 6 президентских избирательных циклов до 2016 года, демократическая партия выигрывала все 18 этих штатов (а также округ Колумбия), набирав в общей сложности 242 из необходимых для победы 270 голосов. В «большую тройку» демократических штатов оплотов входят Калифорния, Нью-Йорк, и Иллинойс.
Штаты стоящие в «синей стене», как правило, входят те в которых демократы побеждали в президентских выборах с 1992 по 2012 года включительно, в их число входят следующие штаты (в порядке убывания численности населения, в скобках текущее количество голосов выборщиков): Калифорния (55), Нью-Йорк (29), Иллинойс (20), Пенсильвания (20), Мичиган (16), Нью-Джерси (14), Вашингтон (12), Массачусетс (11), Мэриленд (10), Миннесота (10), Висконсин (10), Орегон (7), Коннектикут (7), Гавайи (4), Мэн (4), Род-Айленд (4), Делавэр (3) и Вермонте (3), а также округ Колумбия (3); в общей сложности это 242 голоса. Последний раз до 2016 года какой-либо из этих штатов голосовал за Республиканского кандидата, когда Джордж Буш-старший победил Майкла Дукакиса в 1988 году, забрав Калифорнию, Иллинойс, Пенсильванию, Мичиган, Нью-Джерси, Мэриленд, Коннектикут, Мэн, Делавэр и Вермонт. В Миннесоте, кандидат от республиканской партии не побеждал с 1972 года. (Округ Колумбия голосовал за кандидата от демократической партии на всех выборах с тех пор, как был принят в коллегию выборщиков на выборах 1964 года).

## Гибель синей стены
Полный контроль демократами этих штатов был поставлен под сомнение между 2012 и 2016 годами, поскольку в некоторых из них победили кандидаты от республиканцев. В настоящее время они занимают выборные должности по всем штатам, это как правило, либо сенатор, либо губернатор. Штаты синей стены с сенатором-республиканцем: Пенсильвания, Висконсин и Мэн. Штаты стены с республиканским губернатором: Массачусетс, Мэриленд и Вермонт. В дополнение к этим 18 Штатам, три других (Айова, Нью-Мексико и Нью-Гэмпшир), проголосовали за республиканца только один раз в тех же 6 избирательных циклах, отдав свои голоса Джорджу Буш-младшему в 2000/2004 годах, в то же время в Орегоне, Буш проиграл с разницей только в 7000 голосов в 2000 году. В 2016 году синяя стена треснула и общий банк её голосов снизился с 242 до 195 голосов выборщиков . Некоторые представители СМИ ещё до выборов подозревали, что демократы могут потерять Пенсильванию.
Нейт Сильвер критиковал идею синюю стены, указывая на более крупную «Красную стену», штаты которой голосовали за республиканцев с 1968 по 1988 года. Он утверждал, что синяя стена просто представляет собой «довольно хороший ход» на выборах, и что относительно незначительный выигрыш республиканцев в голосовании может превратить некоторые из штатов стены в республиканские. Это было видно на выборах 2016 года, когда избиратели из промышленных штатов традиционно входящие в синюю стену проголосовали за Дональда Трампа, обеспечив ему победу в Пенсильвании, Висконсине, Мичигане и 2-м округе штата Мэн. Ранее также утверждали, что штаты Мичиган, Висконсин и Пенсильвания никогда не были «безопасными» для демократической партии, ссылаясь на близкие результаты в этих штатах на президентских выборах 2000 и 2004 годов.
На выборах в 2020 году, демократам в лице Байдена, после напряжённой борьбы удалось на время вернуть потерянные штаты синей стены.
Но в ходе выборов 2024 года, Дональд Трамп вновь разрушил синюю стену штатов, (победив в Висконсине, Мичигане и Пенсильвании).

## Результаты выборов
Результаты президентских выборов в штатах синей стены с 1876 года.
В скобочках количество выборщиков от этого штата на момент проведения выборов.
Синие — кандидаты от демократов. Красные — кандидаты от республиканцев. Зелёные — кандидаты от третьих партий.
| Год  | Калифорния (55) | Нью-Йорк (29)   | Иллинойс (20)   | Пенсильвания (20) | Мичиган (16)    | Нью-Джерси (14) | Вашингтон (12) | Массачусетс (11) | Мэриленд (10)  | Миннесота (10)  | Висконсин (10)  | Орегон (7)     | Коннектикут (7) | Гавайи (4)    | Мэн (4)        | Род-Айленд (4) | Делавэр (3)    | Вермонт (3)    | Округ Колумбия (3) |
| ---- | --------------- | --------------- | --------------- | ----------------- | --------------- | --------------- | -------------- | ---------------- | -------------- | --------------- | --------------- | -------------- | --------------- | ------------- | -------------- | -------------- | -------------- | -------------- | ------------------ |
| 1876 | Хейс (6)        | Тилден (35)     | Хейс (21)       | Хейс (29)         | Хейс (11)       | Тилден (9)      | Нет выборов    | Хейс (13)        | Тилден (8)     | Хейс (5)        | Хейс (10)       | Хейс (3)       | Тилден (6)      | Нет выборов   | Хейс (7)       | Хейс (4)       | Тилден (3)     | Хейс (5)       | Нет выборов        |
| 1880 | Хэнкок (6-1)    | Гарфилд (35)    | Гарфилд (21)    | Гарфилд (29)      | Гарфилд (11)    | Гарфилд (9)     | Нет выборов    | Гарфилд (13)     | Хэнкок (8)     | Гарфилд (5)     | Гарфилд (10)    | Гарфилд (3)    | Гарфилд (6)     | Нет выборов   | Гарфилд (7)    | Гарфилд (4)    | Хэнкок (3)     | Гарфилд (5)    | Нет выборов        |
| 1884 | Блейн (8)       | Кливленд (36)   | Блейн (22)      | Блейн (30)        | Блейн (13)      | Кливленд (9)    | Нет выборов    | Блейн (14)       | Кливленд (8)   | Блейн (7)       | Блейн (11)      | Блейн (3)      | Кливленд (6)    | Нет выборов   | Блейн (6)      | Блейн (4)      | Кливленд (3)   | Блейн (4)      | Нет выборов        |
| 1888 | Харрисон (8)    | Харрисон (36)   | Харрисон (22)   | Харрисон (30)     | Харрисон (13)   | Кливленд (9)    | Нет выборов    | Харрисон (14)    | Кливленд (8)   | Харрисон (7)    | Харрисон (11)   | Харрисон (3)   | Кливленд (6)    | Нет выборов   | Харрисон (6)   | Харрисон (4)   | Кливленд (3)   | Харрисон (4)   | Нет выборов        |
| 1892 | Кливленд (9-1)  | Кливленд (36)   | Кливленд (24)   | Харрисон (32)     | Харрисон (14-5) | Кливленд (10)   | Харрисон (4)   | Харрисон (15)    | Кливленд (8)   | Харрисон (9)    | Кливленд (12)   | Харрисон (4-1) | Кливленд (6)    | Нет выборов   | Харрисон (6)   | Харрисон (4)   | Кливленд (3)   | Харрисон (4)   | Нет выборов        |
| 1896 | Мак-Кинли (9-1) | Мак-Кинли (36)  | Мак-Кинли (24)  | Мак-Кинли (32)    | Мак-Кинли (14)  | Мак-Кинли (10)  | Брайан (4)     | Мак-Кинли (15)   | Мак-Кинли (8)  | Мак-Кинли (9)   | Мак-Кинли (12)  | Мак-Кинли (4)  | Мак-Кинли (6)   | Нет выборов   | Мак-Кинли (6)  | Мак-Кинли (4)  | Мак-Кинли (3)  | Мак-Кинли (4)  | Нет выборов        |
| 1900 | Мак-Кинли (9)   | Мак-Кинли (36)  | Мак-Кинли (24)  | Мак-Кинли (32)    | Мак-Кинли (14)  | Мак-Кинли (10)  | Мак-Кинли (4)  | Мак-Кинли (15)   | Мак-Кинли (8)  | Мак-Кинли (9)   | Мак-Кинли (12)  | Мак-Кинли (4)  | Мак-Кинли (6)   | Нет выборов   | Мак-Кинли (6)  | Мак-Кинли (4)  | Мак-Кинли (3)  | Мак-Кинли (4)  | Нет выборов        |
| 1904 | Рузвельт (10)   | Рузвельт (39)   | Рузвельт (27)   | Рузвельт (34)     | Рузвельт (14)   | Рузвельт (12)   | Рузвельт (5)   | Рузвельт (16)    | Паркер (8-1)   | Рузвельт (11)   | Рузвельт (13)   | Рузвельт (4)   | Рузвельт (7)    | Нет выборов   | Рузвельт (6)   | Рузвельт (4)   | Рузвельт (3)   | Рузвельт (4)   | Нет выборов        |
| 1908 | Тафт (10)       | Тафт (39)       | Тафт (27)       | Тафт (34)         | Тафт (14)       | Тафт (12)       | Тафт (5)       | Тафт (16)        | Брайан (8-2)   | Тафт (11)       | Тафт (13)       | Тафт (4)       | Тафт (7)        | Нет выборов   | Тафт (6)       | Тафт (4)       | Тафт (3)       | Тафт (4)       | Нет выборов        |
| 1912 | Рузвельт (13-2) | Вильсон (45)    | Вильсон (29)    | Рузвельт (38)     | Рузвельт (15)   | Вильсон (14)    | Рузвельт (7)   | Вильсон (18)     | Вильсон (8)    | Рузвельт (12)   | Вильсон (13)    | Вильсон (5)    | Вильсон (7)     | Нет выборов   | Вильсон (6)    | Вильсон (5)    | Вильсон (3)    | Тафт (4)       | Нет выборов        |
| 1916 | Вильсон (13)    | Хьюз (45)       | Хьюз (29)       | Хьюз (38)         | Хьюз (15)       | Хьюз (14)       | Вильсон (7)    | Хьюз (18)        | Вильсон (8)    | Хьюз (12)       | Хьюз (13)       | Хьюз (5)       | Хьюз (7)        | Нет выборов   | Хьюз (6)       | Хьюз (5)       | Хьюз (3)       | Хьюз (4)       | Нет выборов        |
| 1920 | Гардинг (13)    | Гардинг (45)    | Гардинг (29)    | Гардинг (38)      | Гардинг (15)    | Гардинг (14)    | Гардинг (7)    | Гардинг (18)     | Гардинг (8)    | Гардинг (12)    | Гардинг (13)    | Гардинг (5)    | Гардинг (7)     | Нет выборов   | Гардинг (6)    | Гардинг (5)    | Гардинг (3)    | Гардинг (4)    | Нет выборов        |
| 1924 | Кулидж (13)     | Кулидж (45)     | Кулидж (29)     | Кулидж (38)       | Кулидж (15)     | Кулидж (14)     | Кулидж (7)     | Кулидж (18)      | Кулидж (8)     | Кулидж (12)     | Лафоллет (13)   | Кулидж (5)     | Кулидж (7)      | Нет выборов   | Кулидж (6)     | Кулидж (5)     | Кулидж (3)     | Кулидж (4)     | Нет выборов        |
| 1928 | Гувер (13)      | Гувер (45)      | Гувер (29)      | Гувер (38)        | Гувер (15)      | Гувер (14)      | Гувер (7)      | Смит (18)        | Гувер (8)      | Гувер (12)      | Гувер (13)      | Гувер (5)      | Гувер (7)       | Нет выборов   | Гувер (6)      | Смит (5)       | Гувер (3)      | Гувер (4)      | Нет выборов        |
| 1932 | Рузвельт (22)   | Рузвельт (47)   | Рузвельт (29)   | Гувер (36)        | Рузвельт (19)   | Рузвельт (16)   | Рузвельт (8)   | Рузвельт (17)    | Рузвельт (8)   | Рузвельт (11)   | Рузвельт (12)   | Рузвельт (5)   | Гувер (8)       | Нет выборов   | Гувер (5)      | Рузвельт (4)   | Гувер (3)      | Гувер (3)      | Нет выборов        |
| 1936 | Рузвельт (22)   | Рузвельт (47)   | Рузвельт (29)   | Рузвельт (36)     | Рузвельт (19)   | Рузвельт (16)   | Рузвельт (8)   | Рузвельт (17)    | Рузвельт (8)   | Рузвельт (11)   | Рузвельт (12)   | Рузвельт (5)   | Рузвельт (8)    | Нет выборов   | Лэндон (5)     | Рузвельт (4)   | Рузвельт (3)   | Лэндон (3)     | Нет выборов        |
| 1940 | Рузвельт (22)   | Рузвельт (47)   | Рузвельт (29)   | Рузвельт (36)     | Уилки (19)      | Рузвельт (16)   | Рузвельт (8)   | Рузвельт (17)    | Рузвельт (8)   | Рузвельт (11)   | Рузвельт (12)   | Рузвельт (5)   | Рузвельт (8)    | Нет выборов   | Уилки (5)      | Рузвельт (4)   | Рузвельт (3)   | Уилки (3)      | Нет выборов        |
| 1944 | Рузвельт (25)   | Рузвельт (47)   | Рузвельт (28)   | Рузвельт (35)     | Рузвельт (19)   | Рузвельт (16)   | Рузвельт (8)   | Рузвельт (16)    | Рузвельт (8)   | Рузвельт (11)   | Дьюи (12)       | Рузвельт (6)   | Рузвельт (8)    | Нет выборов   | Дьюи (5)       | Рузвельт (4)   | Рузвельт (3)   | Дьюи (3)       | Нет выборов        |
| 1948 | Трумэн (25)     | Дьюи (47)       | Трумэн (28)     | Дьюи (35)         | Дьюи (19)       | Дьюи (16)       | Трумэн (8)     | Трумэн (16)      | Дьюи (8)       | Трумэн (11)     | Трумэн (12)     | Дьюи (6)       | Дьюи (8)        | Нет выборов   | Дьюи (5)       | Трумэн (4)     | Дьюи (3)       | Дьюи (3)       | Нет выборов        |
| 1952 | Эйзенхауэр (32) | Эйзенхауэр (45) | Эйзенхауэр (27) | Эйзенхауэр (32)   | Эйзенхауэр (20) | Эйзенхауэр (16) | Эйзенхауэр (9) | Эйзенхауэр (16)  | Эйзенхауэр (9) | Эйзенхауэр (11) | Эйзенхауэр (12) | Эйзенхауэр (6) | Эйзенхауэр (8)  | Нет выборов   | Эйзенхауэр (5) | Эйзенхауэр (4) | Эйзенхауэр (3) | Эйзенхауэр (3) | Нет выборов        |
| 1956 | Эйзенхауэр (32) | Эйзенхауэр (45) | Эйзенхауэр (27) | Эйзенхауэр (32)   | Эйзенхауэр (20) | Эйзенхауэр (16) | Эйзенхауэр (9) | Эйзенхауэр (16)  | Эйзенхауэр (9) | Эйзенхауэр (11) | Эйзенхауэр (12) | Эйзенхауэр (6) | Эйзенхауэр (8)  | Нет выборов   | Эйзенхауэр (5) | Эйзенхауэр (4) | Эйзенхауэр (3) | Эйзенхауэр (3) | Нет выборов        |
| 1960 | Никсон (32)     | Кеннеди (45)    | Кеннеди (27)    | Кеннеди (32)      | Кеннеди (20)    | Кеннеди (16)    | Никсон (9)     | Кеннеди (16)     | Кеннеди (9)    | Кеннеди (11)    | Никсон (12)     | Никсон (6)     | Кеннеди (8)     | Кеннеди (3)   | Никсон (5)     | Кеннеди (4)    | Кеннеди (3)    | Никсон (3)     | Нет выборов        |
| 1964 | Джонсон (40)    | Джонсон (43)    | Джонсон (26)    | Джонсон (29)      | Джонсон (21)    | Джонсон (17)    | Джонсон (9)    | Джонсон (14)     | Джонсон (10)   | Джонсон (10)    | Джонсон (12)    | Джонсон (6)    | Джонсон (8)     | Джонсон (4)   | Джонсон (4)    | Джонсон (4)    | Джонсон (3)    | Джонсон (3)    | Джонсон (3)        |
| 1968 | Никсон (40)     | Хамфри (43)     | Никсон (26)     | Хамфри (29)       | Никсон (21)     | Никсон (17)     | Хамфри (9)     | Хамфри (14)      | Хамфри (10)    | Хамфри (10)     | Никсон (12)     | Никсон (6)     | Хамфри (8)      | Хамфри (4)    | Хамфри (4)     | Хамфри (4)     | Никсон (3)     | Никсон (3)     | Хамфри (3)         |
| 1972 | Никсон (45)     | Никсон (41)     | Никсон (26)     | Никсон (27)       | Никсон (21)     | Никсон (17)     | Никсон (9)     | Макговерн (14)   | Никсон (10)    | Никсон (10)     | Никсон (11)     | Никсон (6)     | Никсон (8)      | Никсон (4)    | Никсон (4)     | Никсон (4)     | Никсон (3)     | Никсон (3)     | Макговерн (3)      |
| 1976 | Форд (45)       | Картер (41)     | Форд (26)       | Картер (27)       | Форд (21)       | Форд (17)       | Форд (9-1)     | Картер (14)      | Картер (10)    | Картер (10)     | Картер (11)     | Форд (6)       | Форд (8)        | Картер (4)    | Форд (4)       | Картер (4)     | Картер (3)     | Форд (3)       | Картер (3)         |
| 1980 | Рейган (45)     | Рейган (41)     | Рейган (26)     | Рейган (27)       | Рейган (21)     | Рейган (17)     | Рейган (9)     | Рейган (14)      | Картер (10)    | Картер (10)     | Рейган (11)     | Рейган (6)     | Рейган (8)      | Картер (4)    | Рейган (4)     | Картер (4)     | Рейган (3)     | Рейган (3)     | Картер (3)         |
| 1984 | Рейган (47)     | Рейган (36)     | Рейган (24)     | Рейган (25)       | Рейган (20)     | Рейган (16)     | Рейган (10)    | Рейган (13)      | Рейган (10)    | Мондейл (10)    | Рейган (11)     | Рейган (7)     | Рейган (8)      | Рейган (4)    | Рейган (4)     | Рейган (4)     | Рейган (3)     | Рейган (3)     | Мондейл (3)        |
| 1988 | Буш (47)        | Дукакис (36)    | Буш (24)        | Буш (25)          | Буш (20)        | Буш (16)        | Дукакис (10)   | Дукакис (13)     | Буш (10)       | Дукакис (10)    | Дукакис (11)    | Дукакис (7)    | Буш (8)         | Дукакис (4)   | Буш (4)        | Дукакис (4)    | Буш (3)        | Буш (3)        | Дукакис (3)        |
| 1992 | Клинтон (54)    | Клинтон (33)    | Клинтон (22)    | Клинтон (23)      | Клинтон (18)    | Клинтон (15)    | Клинтон (11)   | Клинтон (12)     | Клинтон (10)   | Клинтон (10)    | Клинтон (11)    | Клинтон (7)    | Клинтон (8)     | Клинтон (4)   | Клинтон (4)    | Клинтон (4)    | Клинтон (3)    | Клинтон (3)    | Клинтон (3)        |
| 1996 | Клинтон (54)    | Клинтон (33)    | Клинтон (22)    | Клинтон (23)      | Клинтон (18)    | Клинтон (15)    | Клинтон (11)   | Клинтон (12)     | Клинтон (10)   | Клинтон (10)    | Клинтон (11)    | Клинтон (7)    | Клинтон (8)     | Клинтон (4)   | Клинтон (4)    | Клинтон (4)    | Клинтон (3)    | Клинтон (3)    | Клинтон (3)        |
| 2000 | Гор (54)        | Гор (33)        | Гор (22)        | Гор (23)          | Гор (18)        | Гор (15)        | Гор (11)       | Гор (12)         | Гор (10)       | Гор (10)        | Гор (11)        | Гор (7)        | Гор (8)         | Гор (4)       | Гор (4)        | Гор (4)        | Гор (3)        | Гор (3)        | Гор (2)            |
| 2004 | Керри (55)      | Керри (31)      | Керри (21)      | Керри (21)        | Керри (17)      | Керри (15)      | Керри (11)     | Керри (12)       | Керри (10)     | Керри (10-1)    | Керри (10)      | Керри (7)      | Керри (7)       | Керри (4)     | Керри (4)      | Керри (4)      | Керри (3)      | Керри (3)      | Керри (3)          |
| 2008 | Обама (55)      | Обама (31)      | Обама (21)      | Обама (21)        | Обама (17)      | Обама (15)      | Обама (11)     | Обама (12)       | Обама (10)     | Обама (10)      | Обама (10)      | Обама (7)      | Обама (7)       | Обама (4)     | Обама (4)      | Обама (4)      | Обама (3)      | Обама (3)      | Обама (3)          |
| 2012 | Обама (55)      | Обама (29)      | Обама (20)      | Обама (20)        | Обама (16)      | Обама (14)      | Обама (12)     | Обама (11)       | Обама (10)     | Обама (10)      | Обама (10)      | Обама (7)      | Обама (7)       | Обама (4)     | Обама (4)      | Обама (4)      | Обама (3)      | Обама (3)      | Обама (3)          |
| 2016 | Клинтон (55)    | Клинтон (29)    | Клинтон (20)    | Трамп (20)        | Трамп (16)      | Клинтон (14)    | Клинтон (12-4) | Клинтон (11)     | Клинтон (10)   | Клинтон (10)    | Трамп (10)      | Клинтон (7)    | Клинтон (7)     | Клинтон (4-1) | Клинтон (4-1)  | Клинтон (4)    | Клинтон (3)    | Клинтон (3)    | Клинтон (3)        |
| 2020 | Байден (55)     | Байден (29)     | Байден (20)     | Байден (20)       | Байден (16)     | Байден (14)     | Байден (12)    | Байден (11)      | Байден (10)    | Байден (10)     | Байден (10)     | Байден (7)     | Байден (7)      | Байден (4)    | Байден (4-1)   | Байден (4)     | Байден (3)     | Байден (3)     | Байден (3)         |
|      |                 |                 |                 |                   |                 |                 |                |                  |                |                 |                 |                |                 |               |                |                |                |                |                    |